# Lennart von Post

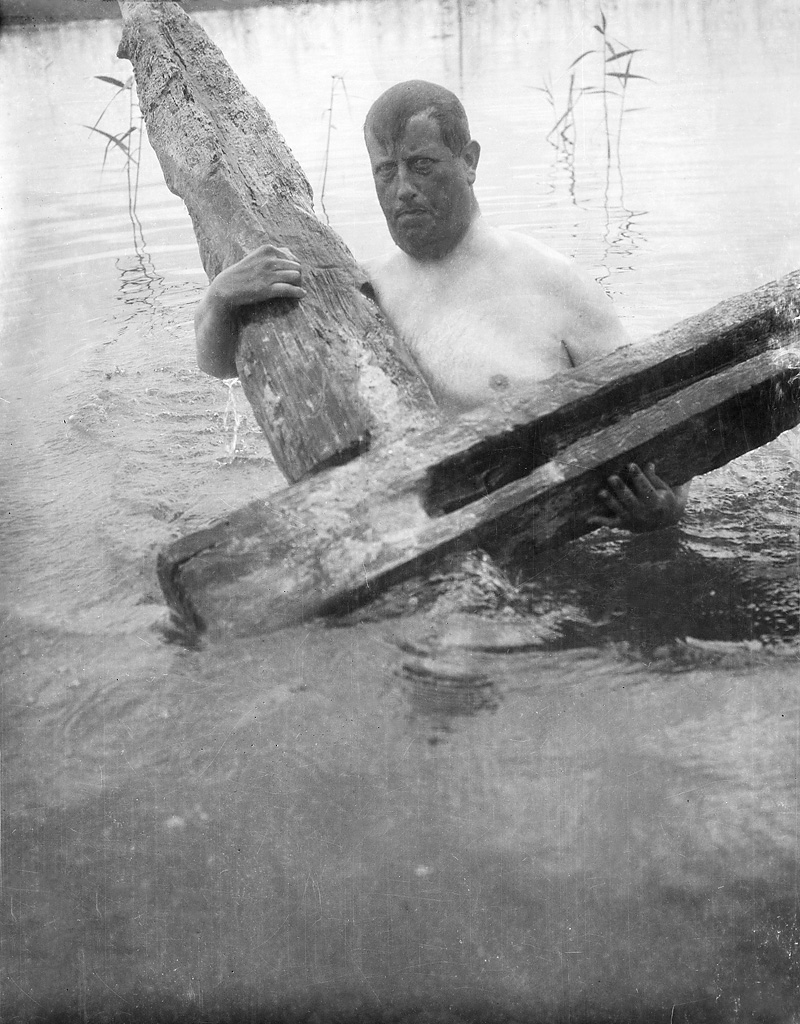
Geologen Lennart von Post tar upp byggnadsvirke från fästningen Bulverket i Tingstäde träsk, vid undersökningen år 1927.

Ernst Jacob Lennart von Post, född 16 juni 1884 på Johannesberg i Lundby i Västmanland, död 11 januari 1951 i Engelbrekts församling i Stockholm, var en svensk kvartärgeolog och botaniker. 
Auktorsnamnet L.Post. kan användas för Lennart von Post i samband med ett vetenskapligt namn inom botaniken; se Wikipediaartiklar som länkar till auktorsnamnet.

## Biografi
Lennart von Post var son till auditören Carl Fabian Axel von Post och Beata Nisbeth. Han avlade mogenhetsexamen i Västerås 1901 och blev student vid Uppsala universitet samma år, därefter vid samma universitet filosofie kandidat 1904 och filosofie licentiat 1907 med en avhandling gällande norrländska torvmossar. Han var amanuens vid mineralologisk-geologiska institutionen i Uppsala 1903–04 och 1907. Han var e.o. geolog vid Sveriges geologiska undersökning (SGU) 1908–10, ordinarie från 1910, blev statsgeolog 1914 och var från 1917 ledare för verkets torvinventering. Han var dessutom ledamot av Statens Järnvägars geotekniska kommission 1914–22. Han lämnade anställningen vid SGU 19 september 1929, varefter han var verksam som professor i allmän och historisk geologi vid Stockholms högskola till 1950.
Han var den som utvecklade pollenanalysen till en metod, som var användbar. Vid ett möte för skandinaviska vetenskapsmän 1916 förde han fram de grundläggande principerna till varför studier av pollen i sediment var den bästa metoden för att studera tidigare växtförhållanden. Detta var en vidareutveckling av den pollenanalytiska metod som Gustaf Lagerheim lanserat och det systematiska arbete Rutger Sernander utförde.
Många betraktar von Posts studier av Svea älv, som hans ur vetenskaplig synpunkt viktigaste arbete. Där utnyttjas hans metoder, hans skarpsinne och sprudlande fantasi. Han ansåg sig 1923 ha funnit Ancylussjöns verkliga avlopp i Degerfors i Värmland. Han kallade området för Svea älv. Det visade sig att Henrik Munthe redan 1916 i en dagbok beskrivit området men utan att ha kommit till slutsatsen att det var Ancylussjöns avlopp. von Post ansåg sig kunna bevisa att vattenmassorna från Ancylussjön hade forsat i Svea älv. Han visade på områdets storslagenhet och att grytbildningarna var bevis på den fors, som han kallade för Sveafallen. Innan de olika undersökningarna var avslutade publicerade von Post år 1927 i Naturskyddsföreningens tidskrift Sveriges natur en beskrivning av området. Den då nyligen pensionerade Munthe togs med överraskning och ansåg sig ha prioritet på området, medan von Post inte utan anledning ansåg sin insats vara utslagsgivande. Denna uppsats medförde en total brytning mellan de två kollegorna. Svea älvområdet kom att utgöra en viktig pusselbit i Östersjöbäckenets senkvartära utvecklingshistoria. Munthe och von Post hade i några detaljer helt skilda åsikter och insåg inte i stridens hetta, att de i många fall beskrev helt skilda saker. Alla forskare accepterade inte de två kombattanternas tolkningar. Den teori, som idag förefaller vara mest accepterad, är att Ancylussjön hade sitt avlopp vid nuvarande Svea älv. Men Curt Fredéns tillägg gäller, att Ancylussjön aldrig har haft något uppdämt avlopp i trakten av dagens Degerfors. Det var alltså inte fråga om något storslaget vattenfall. 
von Post var flitigt verksam som populärvetenskaplig författare och föredragshållare i radion. Han skrev mer än tio häften i Svenska Turistföreningens småskriftserie.
von Post var ledamot av flera vetenskapliga sällskap och erhöll flera priser och hedersdoktorat. Han invaldes 1939 som ledamot nummer 872 av Kungliga Vetenskapsakademien. Han blev 1941 hedersdoktor i Königsberg men återlämnade efter en kort tid sitt diplom som en protest mot den tyska våldsaktionen mot Oslouniversitetets studenter och lärare. Geologiska Föreningens Jubileumsfond inrättade år 2000 Geologiska föreningens von Postpris.
Han är begravd på Ekshärads kyrkogård.

## Priser och utmärkelser
- Kommendör av Nordstjärneorden 1948
- Riddare av Vasaorden 1922
- Filosofie hedersdoktor 1927 vid Stockholms högskola.
- Filosofie hedersdoktor 1941 vid Königsbergs universitet.
- Sixten Heymans pris 1941
- Vegamedaljen 1944, som utdelas av Svenska Sällskapet för Antropologi och Geografi
- Filosofie hedersdoktor 1950 i Köpenhamn

### Webbkällor
- Post, Ernst Jacob Lennart von i Nordisk familjebok (andra upplagans supplement, 1925)
- E J Lennart Post, von i Svenskt biografiskt lexikon